# Groupe Yves Rocher

Ehemaliges Logo

Die Groupe Yves Rocher (rechtl.: Laboratoires de Biologie Végétale Yves Rocher SA) ist eine internationale Unternehmensgruppe, die vor allem Kosmetika und Körperpflegeprodukte herstellt und vertreibt.
Die Gruppe beschäftigte 2007 rund 14.800 Mitarbeiter, davon rund 4.000 in der Bretagne, sowie indirekt über 230.000 eigenständige Franchisenehmer (sogenannte „Schönheitsberaterinnen“) im Vertrieb. Der Vertrieb erfolgt im Wesentlichen also über zwei Absatzkanäle: per Versand- bzw. Online-Handel und über ein Netzwerk von etwa 1.500 sogenannten Schönheitsinstituten (eine Ladenkette).
Die Unternehmensgruppe erzielte 2007 einen Umsatz von mehr als zwei Milliarden US-Dollar. Zur Gruppe gehören die Marken Yves Rocher, Daniel Jouvance, Dr. Pierre Ricaud, Isabel Derroisné, Petit Bateau, Kiotis und Galérie Noémie.
Die Verantwortung für die DACH-Region liegt bei der Yves Rocher GmbH mit Sitz in Stuttgart.
Weitere Geschäftsfelder sind Produktion von Wasch- und Putzmitteln, Hygieneartikeln und Körperpflegeprodukten unter der Marke Stanhome samt deren Vertrieb im Heimverkauf, des Weiteren gehörte der Vertrieb von Heimtextilien unter der Marke Françoise Saget (eingeführt 1982) dazu, die 2006 von der Investmentgruppe MK Direct übernommen und danach mit Linvosges verschmolzen wurde. Eine weitere Marke ist Petit Bateau (1988 übernommen), die auf Kindermode und -wäsche spezialisiert ist.
Außerdem gibt es eine Yves-Rocher-Stiftung und in La Gacilly ein Végétarium (eine Mischung aus botanischem Garten und Erlebnismuseum).

## Geschichte
Yves Rocher entwickelte Ende der 1950er Jahre sein erstes Produkt auf Basis von Feigwurz auf dem Dachboden seines Elternhauses in dem bretonischen Dorf La Gacilly, 1960 gründete er die gleichnamige Marke. Er veröffentlichte 1965 das erste Grüne Buch der Schönheit. Heute werden davon jedes Jahr 10 Millionen Exemplare in 20 Sprachen, teils in Blindenschrift, herausgegeben. Das erste Schönheitsfachgeschäft wurde 1969 in Paris eröffnet. Heute gibt es weltweit 1600 Schönheitsfachgeschäfte der Marke.
Die europaweite Entwicklung begann ab 1979. Nach der Schweiz, 1971, vertrieb Yves Rocher als erster Kosmetikhersteller seine Produkte auch in Deutschland, 1974, über den Versandhandel. Es folgen weitere Niederlassungen, unter anderen in Österreich 1979. Als erstes europäisches Kosmetikunternehmen verzichtete Yves Rocher ab 1989 auf Tierversuche. Die Umweltstiftung Fondation Yves Rocher por la Nature wurde 1991 gegründet. Ihr Ziel ist der Schutz und Erhalt der Natur. Ihr Präsident ist Jacques Rocher. Yves Rocher wurde 1992 mit der Goldmedaille des französischen Tierschutzvereins SPA ausgezeichnet. Durch den Kontrollverband Ecocert wurde 1997 der biologische kontrollierte Pflanzenanbau auf den 44 Hektar großen Flächen in La Gacilly zertifiziert. Seit 2001 verleiht die Umweltstiftung Fondation Yves Rocher pour la Nature den Preis Terre de Femmes. Yves Rocher präsentierte sich mit neuem Erscheinungsbild auch für seine Schönheitsfachgeschäfte: sie wurden zu „Schönheits-Ateliers“. Die Marke Yves Rocher feierte 2010 ihren 50. Geburtstag und verpflichtete sich, innerhalb von fünf Jahren weltweit 50 Millionen Bäume zu pflanzen. Damit verstärkt sie ihr bisheriges Engagement im Rahmen der Kampagne „Plant for the Planet“ des Umweltprogramms der Vereinten Nationen. Im Jahr 2023 will das Unternehmen wegen schlechtem Geschäftsgang alle 12 Yves-Rocher-Filialen in der Schweiz schließen. Rund 350 Arbeitsplätze gingen dadurch verloren.

## Yves-Rocher-Fachgeschäfte
Rund 650 Produkte auf Basis von Pflanzenextrakten umfasst die Yves-Rocher-Pflegepalette. Weltweit gibt es (Stand 2011) rund 1600 Yves-Rocher-Schönheitsfachgeschäfte (Mono-Label-Stores), die sogenannten „Schönheits-Ateliers“. In Deutschland gab es 2011 es über 100 Beautystores von Yves Rocher.
Im Mai 2023 gab Yves Rocher bekannt, seine 'gut ein Dutzend' Filialen in der Schweiz (in Genf, Lausanne, Vevey, Neuenburg, Freiburg, Bern, Sierre, Sion, Zürich, Lugano und Luzern) zu schließen.
Am 3. August 2023 gab Yves Rocher bekannt, seine Filialen in Österreich und  Deutschland schließen zu wollen (wobei es zu diesem Stichtag schon nur noch 24 Filialen in Deutschland gab).

## Kontroverse in Russland
Aufgrund der Anzeige von Yves Rocher Wostok, der Osteuropa-Tochter des Kosmetikkonzerns, erhob die russische Staatsanwaltschaft am 29. Oktober 2013 Anklage gegen den populären Oppositionspolitiker Alexei Nawalny. Ihm und seinem Bruder Oleg wurden Betrug und Geldwäscherei vorgeworfen. Bei einer Verurteilung drohten Nawalny zehn Jahre Haft. Diverse Medien, unter anderem Nowaja gaseta, warfen Yves Rocher Wostok und seinem damaligen Generaldirektor Bruno Leproux vor, eine falsche Anzeige erstattet und damit die politische Unterdrückung in Russland unterstützt zu haben. Nachfolgend wurde in Russland zu einem Boykott von Yves Rocher aufgerufen.